# Dichorisandra interrupta
Dichorisandra interrupta är en himmelsblomsväxtart som beskrevs av Carl Friedrich Philipp von Martius. Dichorisandra interrupta ingår i släktet Dichorisandra och familjen himmelsblomsväxter. Inga underarter finns listade.